# تسقط الخيل تباعا (فلم)
تسقط الخيل تباعا فيلم مغربي إنتاج سنة 2002 للمخرج محمد الشريف الطريبق ومن بطولة محمد نظيف، نعيمة المشرقي، محمد الزاوي وهدى الريحاني.

## القصة
الفيلم تدور أحداثه بمدينة العرائش حول التلميذ النجيب مُعِز الذي يعتبر واحدا من أنجب وأذكى تلاميذ الثانوية التي يدرس بها، مع ظروف عيش قاسية وصعبة وأخ يعاني من البطالة رغم حصوله على شواهد دراسية عليا، بسبب هذه الظروف انحفظت معنويات موسى ورغبته في الدراسة. كثرة تغيبه في الفصل الثاني من الموسم الدراسي دفع الأستاذ عبد الحق رفقة صديق موسى والأستاذة خطيبته للبحث عن أسباب التغيب. ليعلموا ان الولد تراوده أحلام الهجرة نحو أوروبا لكي لا يلقى نفس مصير أخيه الأكبر البطالي، فيبادر الأستاذ لإنقاذ ما يمكن إنقاذه قبل فوات الأوان.